# 辰馬喜十郎
辰馬 喜十郎（たつうま きじゅうろう、1847年5月13日〈弘化4年3月29日〉 - 1909年〈明治42年〉11月4日）は、日本の酒造家、名望家、実業家。恵美酒銀行頭取。日本摂酒社長。西宮米穀商会代表社員。南辰馬家初代当主。

## 人物
兵庫県西宮市出身。第10代辰馬吉左衛門の四男。西宮の富豪、灘地方屈指の酒造家である。

## 家族・親族
辰馬家

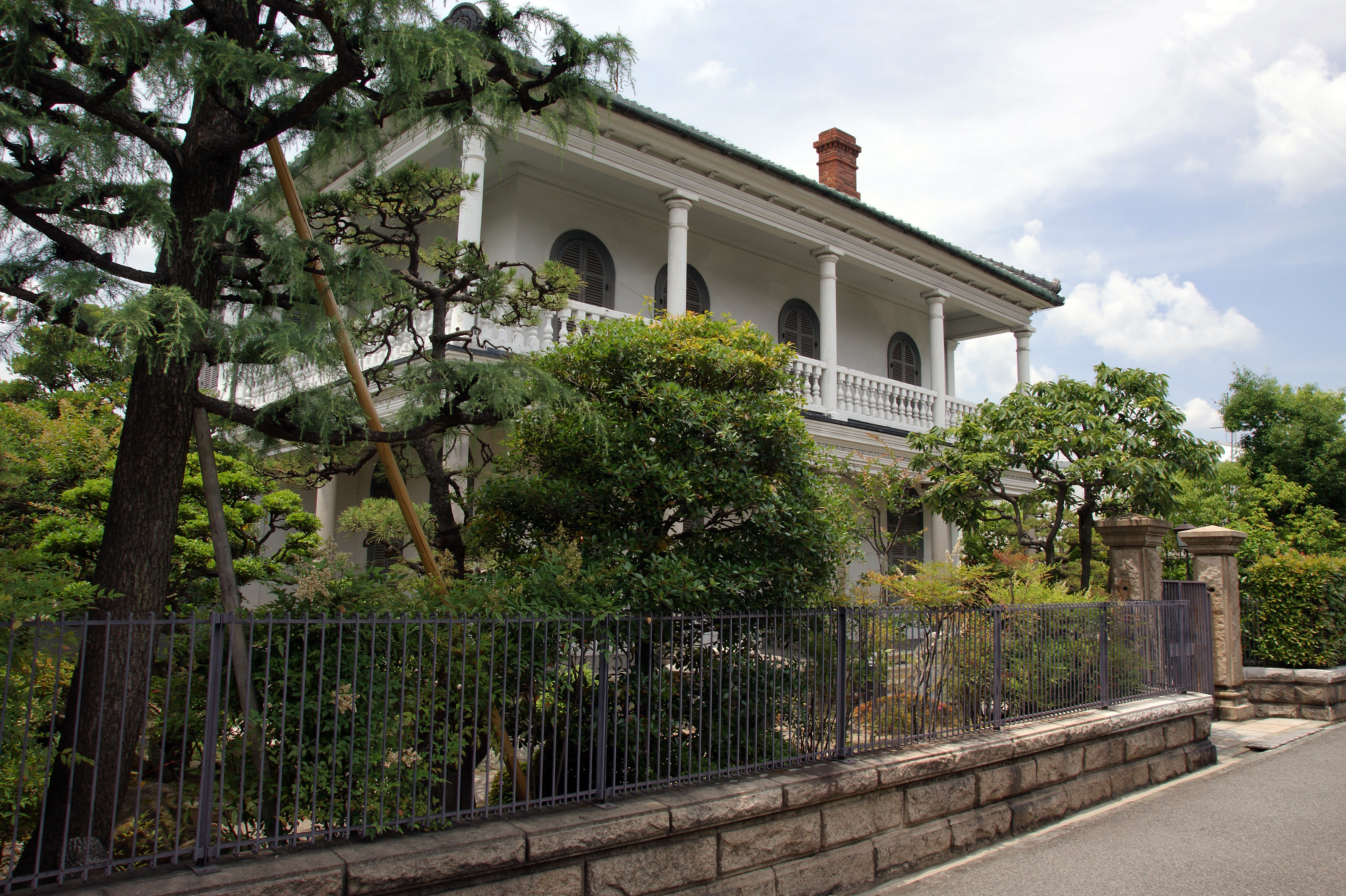
旧辰馬喜十郎住宅

- 妻・かつ（1859年 - ?、子爵・大久保教尚の伯母）[8]
- 養子・利一[9]（1872年 - ?、兵庫平民・成瀬源兵衛の長男[9]、酒造家、恵美酒銀行頭取、日本摂酒社長） - 住所は兵庫県武庫郡西宮町浜ノ町[9]。
  - 同妻・あい（1877年 - ?、愛媛、児島惟謙の二女）[9]

親戚
- 大久保教尚（子爵）[8]
- 養子・利一の妻の父・児島惟謙[9]（大審院長）